# Добаш гвіанський
Доба́ш гвіанський (Picumnus minutissimus) — вид дятлоподібних птахів родини дятлових (Picidae). Ендемік Суринаму.

## Поширення і екологія
Гвіанські добаші мешкають на півночі Суринаму, а також, імовірно, в сусідніх районах на півночі Гаяни і Французької Гвіани. Вони живуть у вологих тропічних лісах, мангрових лісах, в садах і на плантаціях.